# Pećina mumija
Pećina mumija je 236. epizoda Zagora objavljena u Zlatnoj seriji #782 u izdanju Dnevnika iz Novog Sada. Na kioscima u bivšoj Jugoslaviji se premijerno pojavila u januaru 1986. godine. Koštala je 100 dinara (0,77 DEM; 0,32 $). Ovo je prvi deo duže epizode koja se nastavlja u ZS-783.

## Originalna epizoda
Ova epizoda objavljena je premijerno u Italiji u #236 u 1. marta 1985. godine pod nazivom La grotta della mummie. Scenario je napisao Marčelo Toneli, a nacrtao Galijeno Feri.

## Kratak sadržaj
Nakon borbe sa komarcima, Zagor i Čiko dobijaju poziv da posete pukovnika Mejera, komandanta Fort Farela. Za večerom se upoznaju sa kapetanom Makrejom, koji ima ekstremne stavove povodom saživota belaca i Indijanaca. Zagor oštro kritikuje njegove ideje da Indijance treba što pre zbrisati sa lica zemlje, jer im belci ne mogu verovati. Nakon posete utvrđenju, Zagor i Čiko kreću ka logoru Kajova, gde ih očekuje Zimska Zmija. Zagoru je data posebna čast da bude zaštitnik podzemne grobnice Kajova koja je puna zlata i ostalih dragocenih metala. Zagor stiže u logor, a Kajove još uvek ne slute da to nije on.

## Likovi koji se ponovo pojavljuju
U ovoj epizodi ponovo se pojavljuje Zagorov dvojnik Olaf Botegoski (debitovao u epizodi Zagonetni dvojnik), te Zimska Zmija, poglavica Kajova, koji je debitovao u epizodi Zimska Zmija.

## Reprize u Srbiji
Veseli četvrtak je reprizirao ovu epizodu u novoj Zlatnoj seriji #38 pod nazivom Zagor protiv Zagora 19. maja 2022.

## Prethodna i naredna epizoda Zlatne serije
Prethodna epizoda Zlatne serije o Komandantu Marku nosila je naziv Prokleta planina (#781), a naredna o Zagoru Dvojnik (#783)